# Homonota whitii
Homonota whitii är en ödleart som beskrevs av  George Albert Boulenger 1885. Homonota whitii ingår i släktet Homonota och familjen geckoödlor. Inga underarter finns listade i Catalogue of Life.